# ГАЕС Нейдерварта
ГАЕС Нейдерварта — гідроакумулююча електростанція на сході Німеччини у федеральній землі Саксонія.
Станцію спорудили між 1927-м та 1930-м роками менш ніж у десяти кілометрах на північний захід від Дрездену, в долині Ельби. При цьому її штучний нижній резервуар об'ємом 2,5 млн м3 хоча й знаходиться безпосередньо у заплаві річки, проте не має з нею прямого зв'язку та у разі необхідності поповнюється водою із свердловин. Верхній резервуар створили на висотах лівого берега Ельби, перекривши земляною греблею висотою 42 метри невеличку бічну долину струмка Silberbach. Цей резервуар об'ємом 2,9 млн м3 (корисний об'єм — 2 млн м3) має певне поповнення за рахунок природного притоку. При напорі у 143 метри він дозволяє запасати енергію в еквіваленті 0,6 млн кВт-год.
Від верхнього резервуару до машинного залу ведуть три водоводи довжиною майже 2 км із змінним діаметром від 2,5 до 3,5 метра. Первісно його обладнали чотирма турбінами типу Френсіс. Після Другої світової війни це обладнання вивезли як репарації до СРСР. Відновлена станція знов запрацювала в 1954-му, а у 1960 року вона пройшла модернізацію зі збільшенням кількості турбін до шести та потужності до майже 120 МВт. Також до основного обладнання станції входять шість насосів, які забезпечують поповнення верхнього резервуару та мають практично таку ж потужність, як турбіни.
Починаючи з 2001 року, на станції працюють лише два гідроагрегати.
Роботу станції забезпечує ЛЕП, що працює під напругою 110 кВ.